# Ligne de Fej Tameur à Tajerouine
La ligne de Fej Tameur à Tajerouine est une ligne de chemin de fer du centre de la Tunisie.
Elle relie la station de Fej Tameur, située sur la ligne de Djebel Jelloud à Kasserine, à la station de Tajerouine, en passant par Jérissa. Cette section est exploitée par la Société nationale des chemins de fer tunisiens, mais n'est pas desservie par le service voyageurs. Elle est prolongée jusqu'à Sidi Amor Ben Salem puis Slata par une section qui n'est plus exploitée.
Elle a été ouverte en 1907.